# Luis Calderón
Luis Calderón   (Lima, 17 de juny de 1929 - Callao, 24 de maig de 2022), conegut com a Joe Calderón per la seva semblança amb el boxejador Joe Louis, fou un futbolista peruà de la dècada de 1950.
Fou 36 cops internacional amb la selecció del Perú, amb qui participà en els sud-americans de 1949, 1953, 1956 i 1957.
Pel que fa a clubs, defensà els colors de Sport Boys i Universitario de Deportes.